# Toxostoma
Toxostoma és un gènere d'ocells de la família dels mímids (Mimidae).

## Taxonomia
Segons la Classificació del Congrés Ornitològic Internacional (versió 2.6, 2010) aquest gènere està format per 10 espècies:
- Mim becut rogenc (Toxostoma rufum Linnaeus, 1758)
- Mim becut caragrís (Toxostoma longirostre Lafresnaye, 1838)
- Mim becut de Cozumel (Toxostoma guttatum Ridgway, 1885)
- Mim becut maculat (Toxostoma cinereum Xántus, J, 1860)
- Mim becut de Bendire (Toxostoma bendirei Coues, 1873)
- Mim becut ocel·lat (Toxostoma ocellatum Sclater, PL, 1862)
- Mim becut del desert (Toxostoma curvirostre Swainson, 1827)
- Mim becut de Califòrnia (Toxostoma redivivum Gambel, 1845)
- Mim becut cul-roig (Toxostoma crissale Henry, 1858)
- Mim becut de Le Conte (Toxostoma lecontei Lawrence, 1851)